# Jackie Milburn
John Edward Thompson "Jackie" Milburn (11 de mayo de 1924-9 de octubre de 1988), también conocido por los hinchas como Wor Jackie, fue un futbolista inglés con trayectoria en el Newcastle United y en la Selección nacional de fútbol de Inglaterra.

## Carrera
Nacido en la ciudad productora de carbón de Ashington, Northumberland, ubicada 15 millas al norte de Newcastle, Inglaterra, Milburn fue empleado minero durante la Segunda Guerra Mundial, lo cual significó que tuviera que quedarse a vivir en Ashington y no poder salir a buscar una carrera como futbolista.
En 1943, Milburn firmó en su juventud por el Newcastle United después de escribirle al club en respuesta al mismo que buscaba jugadores por medio de un concurso a través del Diario North Mail. Llegó a St James' Park con un par de zapatillas de fútbol prestadas envueltas en papel marrón y su almuerzo, un pastel y una botella de gaseosa. Milburn causó una gran impresión y fue invitado a regresar al encuentro final del concurso - the Stripes contra the Blues. Milburn quiso tirar la toalla cuando iban perdiendo 3-0 en el medio tiempo, pero después de ser cambiado por el delantero centro en la segunda mitad, marcó en tres ocasiones, ganando finalmente su equipo por 9 a 3. El dueño del equipo, Stan Seymour, rápidamente fichó a Milburn, aunque la guerra significara que todavía siguiera trabajando en la mina de la que finalmente se retiró para jugar en el Newcastle en los tiempos en que la Liga se jugaba durante la guerra. Jackie rápidamente se convirtió en un héroe en Tyneside y una vez que la liga retornó después de la Segunda Guerra Mundial en 1946 jugó 395 partidos por el Newcastle United, siendo el goleador del equipo con 200 goles. Al comienzo, Milburn jugó como lateral, pero luego fue cambiado a centro delantero después de que Charlie Wayman dejara el club y se marchara al Southampton en octubre de 1947, momento en el que se le otorgó la legendaria camiseta con el número 9. Milburn fue la figura central del Newcastle United en la Copa FA en la década de 1950, en la que el club ganó las ligas de los años 1951, 1952 y 1955. Jackie jugó 13 veces por la Selección Nacional de Fútbol de Inglaterra, marcando 10 goles. Milburn dejó el Newcastle en junio de 1957 para irse al club Linfield F.C. de Belfast como jugador/entrenador en Windsor Park. 
Milburn tuvo un récord total de 238 goles en 492 juegos. Luego se fue a entrenar al Ipswich Town, antes de retornar a Tyneside para convertirse en periodista deportivo para el diario News of the World. Jackie estaba inquieto después de diez años de dejar al club y la gente empezaba a olvidarlo, pero no se impacientó, regresando frente a cincuenta mil personas en el St. James' Park para el partido que incluía a estrellas invitadas, incluidos sus sobrinos Bobby Charlton y Jack Charlton, y el gran jugador húngaro Ferenc Puskás, entre varios otros.

## Fallecimiento

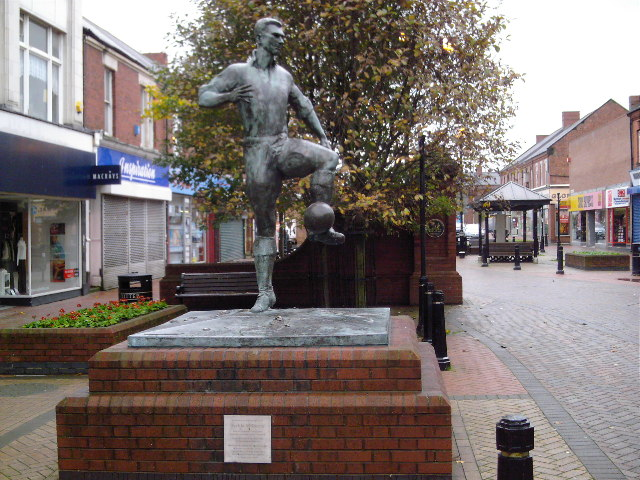
Reconociemiento de Jackie Milburn

Milburn falleció a la edad de 64 años el 9 de octubre de 1988 en su hogar en Ashington de cáncer de pulmón. Su funeral se realizó en la catedral de San Nicolás en Newcastle, donde asistieron más de treinta mil personas para darle sus respetos.
Con el nombre de Milburn fueron puestas dos estatuas del jugador. Una en la Avenida Station, la calle principal de su pueblo de Ashington. La otra en Newcastle, que originalmente fue puesta en la calle Northumberland, pero que luego fue trasladada al cruce del Boulevard San James con la Avenida Barrack, a minutos de caminata desde St. James' Park. 
Otros miembros de la familia Milburn incluyen a George (Leeds United y Chesterfield), Jack (Leeds United y Bradford City), Jimmy (Leeds United y Bradford) y Stan (Chesterfield, Leicester City y Rochdale). Su hermana Cissie era la madre de los futbolistas Bobby Charlton y Jack Charlton.

## Honores
Newcastle United
- FA Cup: 1951, 1952 y 1955

Linfield FC
- Liga Irlandesa: 1959 y 1960
- Copa Irlandesa: 1960

- Datos: Q726085
- Multimedia: Jackie Milburn / Q726085